# Насташка
На́сташка — село в Україні, у Рокитнянській селищній громаді Білоцерківського району Київської області. До 2020 року села Насташка та Колесникове підпорядковувалися Насташівській сільській раді, нині орган місцевого самоврядування — Рокитнянська селищна громада. Населення становить 1222 особи.

## Географія
Відстань до обласного центру становить 112 км, до райцентру становить 27 км, що проходить автошляхом регіонального значення Т 1017. Відстань до найближчої залізничної станції Рокитне становить 25 км. Населення становить 1917 осіб.

## Населення
У 1740 році у селі мешкало близько 500 осіб.
За переписом 1897 року кількість мешканців Насташки складала 4917 осіб (2394 чоловічої статі та 2523 — жіночої), з них 4309 — православної віри, 535 — юдеї.

### Мова
За даними всеукраїнського перепису населення 2001 року в селі мешкало 1917 осіб:
| українська | 1900 | 99,12 |
| російська  | 15   | 0,78  |
| Білоруська | 1    | 0,05  |
| інш1       | 1    | 0,05  |

## Топоніми
За переказами назва села та річки, що протікає територією населеного пункту походить від імені місцевої дівчини Насташі (Насті), яка втопилася у бурхливих водах річки, рятуючись від татар.
Урбаноніми
В Насташці нараховується 7 вулиць та 9 провулків:
Вулиці:
- Вишнева (Комсомольська)
- Жовтнева
- Зарічанська
- Миру (Петровського)
- Степурівська (Ворошилова)
- Центральна (Леніна)
- Шевченка

Провулки:
- Береговий
- Зелений
- Млиновий
- Перемоги
- Першотравневий
- Поправський
- Рибний
- Ставовий
- Степурівський

## Історія

### Перші згадки про поселення
Історія села Насташки йде у глибоку старовину. З археологічних розкопок відомо, що в V—II століттях до Р. Х. на території сучасної Насташки проживали осілі племена скіфів—орачів, що мали широкі торговельні зв'язки з Римською імперією. Цей факт засвідчують знайдені на території села римські монети, датовані 1-им тисячоліттям до Р. Х..
За переказами, ще за часів Київської Русі на території села існувала добре укріплене місто-фортеця, так званий Китай-город. Він розташовувався на острові та з трьох боків омивався водами річки Жигалка, а із західного боку існував обвідний канал з підйомним мостом та в'їзною брамою, обгородженим високим дерев'яним палісадом.
Літописний Китай-город був зруйнований під час монголо-татарської навали 1240 року.

### Під владою Речі Посполитої
У другій половині XVI століття усі заросянські землі були даровані польським королем Сигізмундом I представникові литовсько-руського князівського роду Курцевичів — королівському ротмістрові Василеві Івановичу Курцевичу-Булизі, а той, подарував маєтності своєму синові — білоцерківському підстарості Дмитрові Васильовичу Курцевичу-Булизі. Під час об'їзду власних володінь князь Дмитро Курцевич відвідав поселення, якому планував дати свою назву, але на сільській сходці було вирішено поселення назвати ім'ям місцевої дівчини Насташі, яка загинула у водах місцевої річки, рятуючись від татар. Так 1577 року село отримало свою сучасну назву — Насташка.

### Доба Хмельниччини
16 травня 1648 року відбулася Корсунська битва, результатом якої стало знищення основної частини війська Речі Посполитої та полоненням усього керівного складу королівського війська. Ця перемога Богдана Хмельницького дали певний поштовх для початку загального селянсько-козацького повстання, яке пізніше переросло у національно-визвольну війну українського народу проти Речі Посполитої.
Так, 14 червня 1648 року населення містечка Насташка вперше зустрічало селянсько-козацькі загони на чолі з гетьманом Богданом Хмельницьким.
У середині липня 1649 року, за наказом гетьмана було переформовано 18 сотень Білоцерківського полку. Відтоді Насташка стає сотенним містом Білоцерківського полку, де за «Реєстром Війська Запорозького 1654 року», нараховувалося 122 козаки та 11 шляхтичів, а загальна чисельність населення містечка склала 2917 осіб.
15 січня 1654 року, під час перебування Богдана Хмельницького у Насташці, був виданий універсал, за яким настаська шляхта звільнялася від проходження військової служби та постоїв військ. Наступними універсалами Богдана Хмельницького, виданими 3 липня у Києві та 14 жовтня 1654 року у Рокитному, заборонялося козакам кривдити міщан та шляхту містечка Насташка, а також місцева шляхта звільнялася від обов'язку надання своїх помешкань як тимчасового житла козакам, тому що інколи серед козаків були й такі, що досить вільно поводилися з майном міщан, вередували постоєм.
У 1665 році черкаський полковник Петро Дорошенко добре укріплений насташківський замок зробив своєю резиденцією на час перебування у містечку. Також, у Насташці протягом п'яти років перебував козацький полк як постійний гарнізон фортеці.
За Андрусівським перемир'ям 1667 року між Московським царством та Річчю Посполитою Насташка відійшла до останньої. Упродовж XVI—XVII століть Насташка зазнавала численних нападів з боку кримських татар та турків.

### Гайдамацький рух
Протест народних мас проти посилення польського гноблення виливався у різні форми: втечі селян, розгроми маєтків, убивства поміщиків, орендарів, масові народні повстання. Багато загонів повстанців у XVIII столітті дістали назву гайдамацьких, їх учасників називали гайдамаками.
1768 року через село проходили селянсько-козацькі загони Максима Залізняка.
Найбільшого розмаху гайдамацький рух набрав у 1768 році. Це повстання увійшло в історію під назвою «Коліївщина».
Коліївщина показала політичний ситуацію тодішньої Речі Посполитої. Ця держава постає перед нами дуже залежною від думки своїх сусідів. Влада у Польщі скоординувалася в руках польських магнатів, а ось централізованої абсолютистської держави не було. Політична позиція країни формувалася думками її сусідів. Ці причини призвели до трьох поділів Речі Посполитої.
У результаті першого поділу Польщі 1772 року Білоцерківське староство разом з Насташкою залишаються під владою Речі Посполитої та переходить в дідичне право польському королю Станіславу Августу Понятовському, яке той дарує своєму племіннику Станіславу Понятовському, а той, у свою чергу, у 1773 році продає його графу Ксаверію Браницькому. Орієнтовно, у той самий час, у селі перебувала місія білоцерківських єзуїтів.

### У складі Російської імперії
За другим поділом Речі Посполитої 1793 року Білоцерківське староство разом з усією Правобережною Україною увійшло до складу Російської імперії.
За адміністративно-територіальним поділом XVIII століття с. Насташка належало до Київського воєводства, від 1797 року Острівської волості Васильківського повіту Київської губернії. Дерев'яна церква Успіння Пресвятої Богородиці побудована у 1722 році силами парафіян, а 1853 року перебудована на кошти священника Ігнатія Жуковського, 1908 року розширена та облаштовано в ній дві прибудови.
Тривалий час священиками у церкві були представники родини Троцьких. У 1829 році другим священиком був Євстахій Маркович Троцький, у 1857 році — його син Яків Євстахович. За переписом 1897 року священиком був Клим Костянтинович Августинович, а псаломщиком — Петро Матвійович Маркович.

## Радянський період
Під час Великого терору 1937—1938 років, коли сталінські репресії були різко посилені й доведені до максимуму своєї інтенсивності, було репресовано 15 мешканців села, з таборів повернулося лише шестеро насташківців.

## Археологічні пам'ятки
1975 року учень місцевої школи Зінченко М., з кутка Ковтуни, на городі біля річки знайшов срібний динар Комода — 182 рік до Р. Х., ще одна срібна монета була знайдена теж біля річки, але вже за 4 км від центру села — динар Антонія Пія — 153 роки до Р. Х. На Степурівці місцевим нумізматом Костиною В. була знайдена мідна римська монета Клавдія І — 41—42 роки до Р. Х. Знахідки цим не обмежуються, оскільки село багате на городища, котрих тут було цілих три і відповідно мають для нас певну історичну цінність.

## Економіка
В селі від 1998 року працює державне підприємство ТзОВ «АПК «Насташка», основним видом діяльності підприємства є тваринництво, а саме розведення свиней. Капітальна реконструкція потужностей завершилася у лютому 2002 року. Нині потужності підприємства нараховують 12 приміщень. На завершальному етапі будівництва знаходиться ще один маточник в с. Колодисте на Черкащині.
З жовтня 2007 року свиногосподарство має статус племзаводу з вирощування Великої Білої породи свиней. Господарство постійно працює над вдосконаленням виробничих якостей поголів’я, для чого завезли кнурців та свинок нової для себе м'ясної породи П'єтрен, оновили поголів’я спеціалізованої породи свиней беконного типу Ландрас та Великої Білої породи. При загальному поголів’ї свиней у 15,5—16 000 особин, щотижня отримують опороси від 70 свиноматок та продають м’ясопереробним підприємствам до 680 голів. Господарство реалізує племінних кнурів порід Велика Біла та Ландрас.
Нині штат підприємства налічує 196 працівників. Обробляється 3500 га ріллі. Крім того, «Насташка» має власну зерносушарку, місткістю 500 тонн зернових та комбікормовий завод, потужністю — 7-10 тонн на год. Таким чином підприємство у повному обсязі забезпечує власні потреби в кормах.
ТзОВ «Агропромисловий комплекс «Насташка» є одним з ініціаторів створення та засновників асоціації свинарів України.

## Інфраструктура
В селі працюють ДНЗ «Веселка», будинок культури, відділення поштового зв'язку.

## Відомі люди
Народилися
Народилися
Микола Цимбал  — радянський воєначальник, генерал-лейтенант авіації, учасник німецько-радянської війни.
- Борис Котлярський — радянський військовик, учасник німецько-радянської війни, Герой Радянського Союзу;
- Григорій Міхненко — український педагог, Герой Соціалістичної Праці.